# قره آغاج (تبریز)

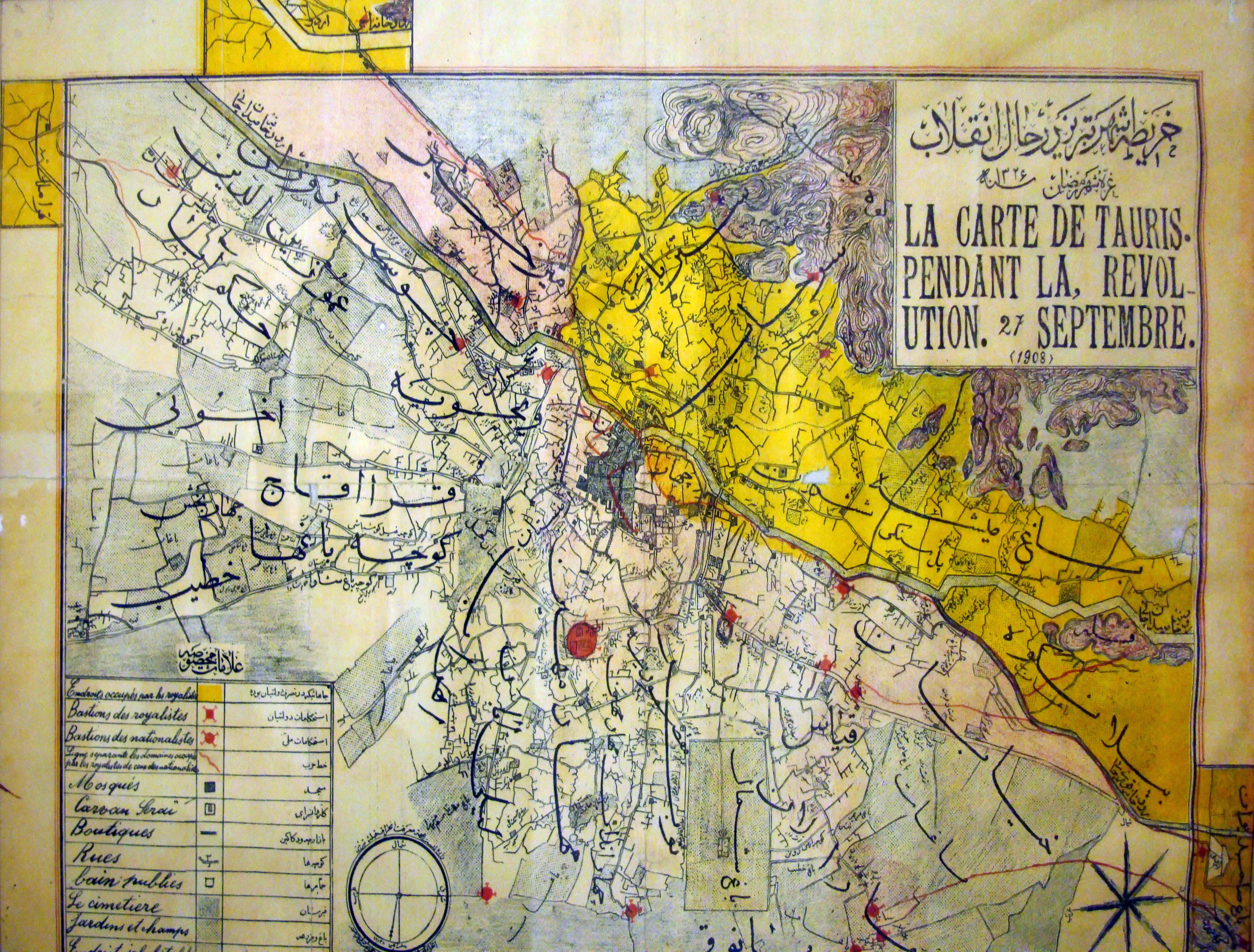
محلات تبریز، از قره آغاج، در نقشه ای از سال ۱۹۰۸

قره آغاج از محله‌های قدیمی شهر تبریز است که در زمان قاجاریه محل اقامت ولیعهد نشینان قاجار بوده است.
اکنون بافت این محله فرسوده است و خانه‌هایی با قدمت 200 سال می‌توان در آن یافت که از نظر معماری ( در صورت ترمیم) در ایران بی نظیر است.موقعیت این خیابان حد فاصل چهارراه قره آغاج و چهارراه آخونی قرار دارد.نام این خیابان پس از انقلاب اسلامی ایران از طرف ارگانهای انقلابی بدون علت به نام قدس تغییر نام یافت که همچنان در بین اهالی اصیل محل و شهر نام قره آغاج رایج است.